# 타라 서브코프
타라 서브코프(영어: Tara Subkoff, 1972년 12월 10일 ~ )는 미국의 배우, 패션 디자이너이다. 《더 셀》에 출연했다.

## 출연 작품
- #호러(영어판) (2015)
- 포 러버스 온리 (2011)
- 에브리씽 유브 갓 (2010)
- 어밴던드 (2010)
- 악명높은 베티 페이지 (2005)
- 틴에이지 케이브맨 (2002)
- 더 셀 (2000)
- 디스코의 마지막 날 (1998)
- 블랙 써클 보이즈 (1997)
- 올 오버 미 (1997)
- 이보다 더 좋을 순 없다 (1997)
- 프리웨이 (1996)
- 트루 크라임 (1995)
- 천사의 침묵 (1993)